# Henri Colfs
Henri Louis François Jules Colfs (Antwerpen, 1 december 1864 - Grimbergen, 3 juni 1936) was een Belgisch volksvertegenwoordiger.

## Levensloop
Van beroep corrector in een drukkerij, sloot hij zich aan bij de christendemocratische vleugel die zich binnen de katholieke partij aan het organiseren was.
Hij werd, na de herziening van de kieswet en het invoeren van het algemeen meervoudig stemrecht, in 1894 verkozen tot katholiek volksvertegenwoordiger voor het arrondissement Brussel en vervulde dit mandaat tot in 1919.
Hij werd bekend vanwege zijn onstuimigheid en strijdlust.
In februari 1895 maakte hij deel uit van de Commissie van de XXI die het wetsontwerp moest onderzoeken nopens de overdracht van Congo aan België. Hij was een uitgesproken tegenstander hiervan. In de Kamer stelde hij op 27 augustus 1895 aan de regering zestien kritische vragen over de gevolgde politiek in Afrika en over de Kongo-Vrijstaat.
In mei 1896 vatte de Kamer de discussie aan over het verslag van het wetsontwerp Joris Helleputte, dat goedkeuring wilde geven aan de intrede van de Belgische Staat in het aandeelhouderschap van de spoorweg voor Neder-Congo.
Colfs viel als eerste deze betoelaging van een activiteit in Congo aan. Zijn verklaring luidde: "Al heeft de vorst van Kongo-Vrijstaat het recht - zeg maar de plicht - om het Congolese beschavingswerk in Afrika verder te zetten, dan hebben integendeel noch de ministers noch de volksvertegenwoordiging de plicht of het recht om lasten en verantwoordelijkheid op zich te nemen en solidair te zijn met wat een bij uitstek persoonlijke onderneming is." Hij werd hierin bijgetreden door Leon Defuisseaux, Georges Lorand en Emile Vandervelde, allen hevig gekant tegen het Congolese 'avontuur'.
Hun argumenten werden tegengesproken door de ministers Paul de Smet de Naeyer en Helleputte, alsook door volksvertegenwoordiger Charles Woeste. De wet werd daarop in Kamer en Senaat goedgekeurd.
Colfs nam ook deel aan de debatten over de persoonlijke dienstplicht in het leger, waar hij een tegenstander van was.
In de jaren dertig werd hij door een groepje woestelingen aangevallen en kreupel geslagen. Hij bracht zijn laatste levensjaren door in een kliniek in Grimbergen.